# 中国国新控股
中国国新控股有限责任公司成立于2010年12月22日，是中国国务院国资委监管的中央企业之一。

## 管理层

### 历任董事长
- 谢企华[1]（2010年10月22日 - 2014年7月8日）
- 刘东生[2]（2014年7月8日 - 2018年7月）
- 徐思伟（2024年10月 - ）

### 历任总经理
- 刘东生（2010年10月22日 - 2014年7月8日）
- 莫德旺（2014年7月8日 - ）

### 其他管理层
- 黄耀文，中国国新控股党委副书记。
- 延彦东，中国国新控股党委副书记。
- 刘学诗，中国国新控股党委委员。
- 王黎晓，中国国新控股党委委员、纪委书记。
- 王豹，中国国新控股党委委员。
- 房小兵，中国国新控股党委委员。